# Hillsborough (Sheffield)

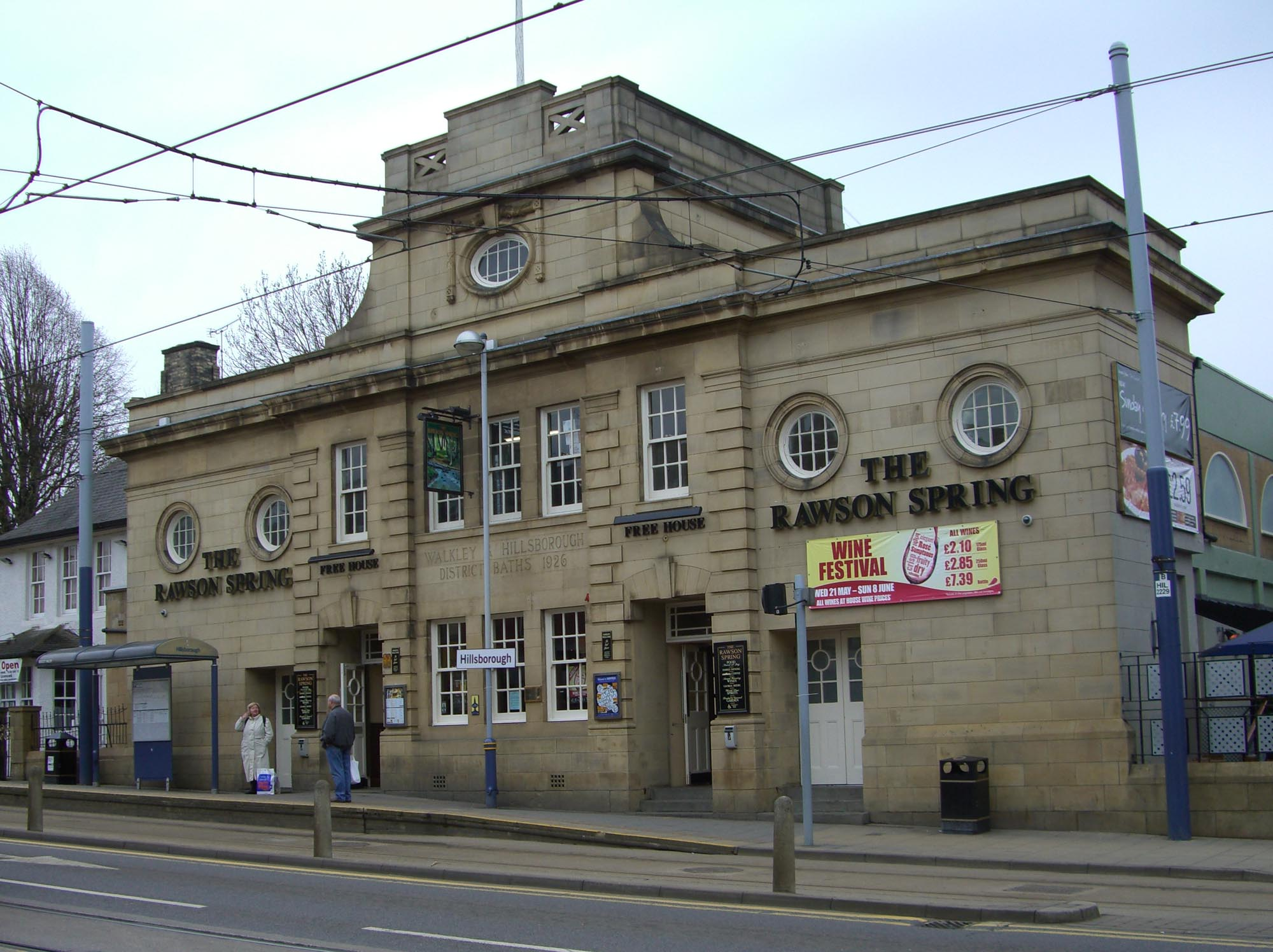
Voormalig badhuis op Langsett Road

Hillsborough is een dorp in het noorden van Sheffield. Het dankt zijn naam aan Wills Hill, 1ste markies van Downshire, die earl van Hillsborough in Noord-Ierland was. Hillsborough is in wezen een buitenwijk van Sheffield met een groot aantal handelszaken en eetgelegenheden. In het noorden vloeit het dorp over in Middlewood, ten zuiden ligt Walkley en ten zuidwesten Crookes. In het oosten ligt het gehucht Owlerton, dat tegen een heuvel aanligt. Door Hillsborough stroomt de Loxley. Het dorp telt ruim 7000 inwoners.

## Geschiedenis
Hillsborough is een relatief recente nederzetting. De familie Steade bezat landerijen ten noorden van Sheffield, en in 1779 liet Thomas Steade er een landhuis bouwen, dat hij ter ere van zijn beschermheer, de earl van Hillsborough, Hillsborough Hall doopte. Dit beschermde monument is sedert 1906 de lokale bibliotheek van Hillsborough; het landgoed eromheen werd Hillsborough Park gedoopt.

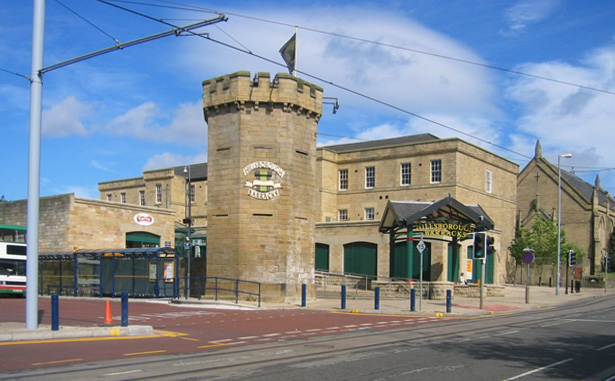
Voormalige kazerne van Hillsborough, links Hillsborough Interchange

Na de overstroming van Sheffield in 1864, waarbij naar schatting 42 inwoners van Hillsborough omkwamen, was het gebied grotendeels verwoest. In de 19de eeuw was Sheffield echter in ijltempo tot een zeer belangrijk en welvarend centrum van de staalindustrie aan het uitgroeien, waardoor er een grote vraag naar nieuwe huisvesting buiten de grenzen van het stadscentrum ontstond. De nieuwe wijk Hillsborough ontwikkelde zich in de tweede helft van de 19de eeuw zienderogen, en anno 1901 werd Hillsborough officieel in de stad Sheffield geïncorporeerd.
Met de introductie van de tram in het jaar 1903, die tien jaar later naar Middlewood werd doorgetrokken, kreeg Hillsborough een rechtstreekse verbinding met het stadscentrum en ontwikkelde zich aldus tot een commerciële buurt. Het huidige stratenplan dateert van 1909. In het algemeen geldt als kern van Hillsborough het kruispunt aan de Loxley, waar vier straten uit de vier windrichtingen samenkomen: dit staat bekend als ‘Hillsborough Corner’. De Sheffield Supertram, die in 1994 van start ging, heeft twee eindhalten in Hillsborough: Middlewood in het noorden, en in het westen Malin Bridge. Hillsborough Interchange is een knooppunt voor busverbindingen naar de meeste delen van Groot-Sheffield en naar het Peak District.
Twee historische gebouwen in Hillsborough zijn het voormalige badhuis en de gewezen kazerne van Hillsborough. Het badhuis, ontworpen door architect F.E.P Edwards, werd in 1926 geopend onder de naam Walkley and Hillsborough District Baths en bezit een neobarokke gevel. Sedert 2007 is dit een pub, The Rawson Spring, die tot de keten Wetherspoons behoort. De kazerne van Hillsborough uit 1848 is in de tachtiger jaren omgebouwd tot een shoppingcentrum met onder andere een grote Morrisons-supermarkt.
Sinds 1921 bevindt zich op Hunter Road een snoepfabriek, A.L. Simpkin & Co. Ltd. Aan de noordelijke rand van Hillsborough, voorbij Owlteron, staat een voetbalstadion.